# فيليب مانسون باهر
فيليب مانسون باهر (بالإنجليزية: Philip Manson-Bahr)‏‏ (26 نوفمبر 1881 - 19 نوفمبر 1966 في كنت) عالم حيواني، وطبيب من المملكة المتحدة.